# Río Ulemari

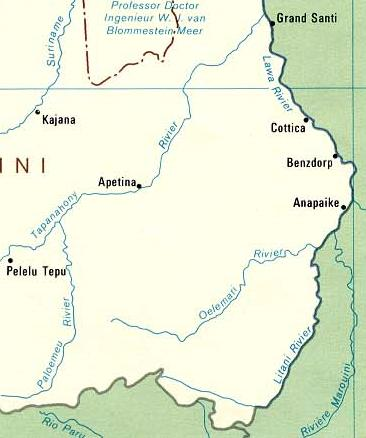
Recorrido del río Ulemari.

El Ulemari u Oelemari es un pequeño río en Surinam. El Ulemari es un río con numerosos meandros, pequeñas islas y algunos rápidos. El río se encuentra en el distrito de Sipaliwini, en el ressort de Tapanahoni. El río recorre una zona con escasa población sobre su margen sur, aunque en 1960 se construyó la pista de aterrizaje de Ulemari.
Finalmente el Ulemari se une al río Litani, el cual luego de un breve recorrido, al sur de Wayanadorp Anapaike, desemboca en el río Marouini hacia el río Lawa. El Lawa fluye en dirección norte, luego de su confluencia con el río Tapanahoni se pasa a denominar río Maroni, el cual desemboca finalmente en el océano Atlántico.